# Rock of Ages (jogo eletrônico)
Rock of Ages é um jogo de tower defense e corrida desenvolvido pela ACE Team e publicado pela Atlus USA, utilizando o Unreal Engine 3 como motor gráfico. Foi lançado para Xbox 360 em agosto de 2011, para Microsoft Windows em setembro do mesmo ano e para PlayStation 3 em maio de 2012.
O jogo ganhou uma sequência chamada Rock of Ages II: Bigger & Boulder que introduziu um novo modo multiplayer com quatro jogadores, tendo sido lançado para Microsoft Windows, PlayStation 4 e Xbox One em agosto de 2017.

## Recepção
Rock of Ages recebeu criticas favoráveis para mistas em seu lançamento. Ele pegou uma média de 72/100 para a versão do Xbox 360, 74/100 para a versão de computador e 68/100 para a versão de PlayStation 3 no Metacritic. O jogo ganhou o prêmio de jogo mais original do ano no Inside Gaming Awards de 2011.